# Luigi Capello

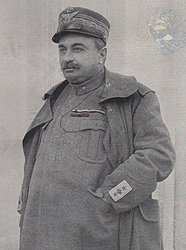
Luigi Capello.

Luigi Capello, född den 14 april 1859 i Intra, död den 25 juni 1941 i Rom, var en italiensk militär.
Capello blev officer vid infanteriet 1878, överste och regementschef 1904, generalmajor 1910 och generallöjtnant 1914. Vid Italiens inträdde i första världskriget var Capello chef för 25:e infanterifördelningen, och blev senare armékårschef. I augusti 1916 ledde han operationerna mot Görz, som intogs 8 augusti. Efter en kort förflyttning till Tyrolerfronten, blev han i juni 1917 chef för 2:a armén men måste på grund av sjukdom lägga ned befälet. Våren 1918 fick han uppdraget att organisera den nyuppsatta 5:e armén men erhöll på grund av Caporettokommissionens anmärkningar avsked i juli samma år. Capello utgav Per la verità (1920) och Note di guerra (2 band, 1920-21).